# Edag Production Solutions

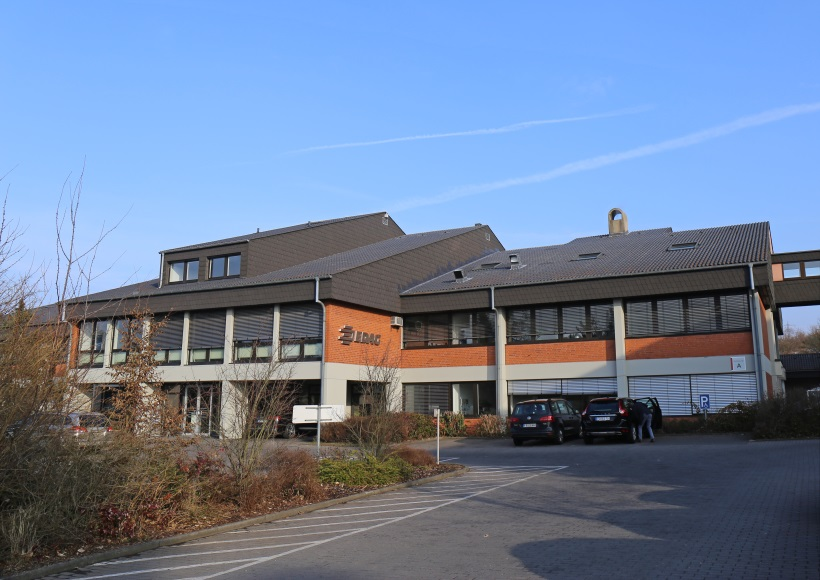
Sitz der Edag Production Solutions in Fulda

Die Edag Production Solutions GmbH & Co. KG (Eigenschreibweise: EDAG Production Solutions) ist ein international tätiger Komplettanbieter im Produktionsengineering mit Hauptsitz in Fulda, Hessen. Als eine 100% Tochtergesellschaft der Edag Engineering GmbH ist die Edag Production Solutions Teil der Edag-Gruppe, welche als weltweit größter unabhängiger Entwicklungspartner der Automobilindustrie und Industrie gilt. 2012 war die Gründung Edag Production Solutions GmbH & Co. KG mit Ausrichtung auf die Produkt- und Produktionsentwicklung und damit einhergehend die Firmierung der Edag Production Solutions GmbH & Co. KG als 100% Tochtergesellschaft der Edag.

## Geschichte
2014 erfolgte die Integration des Bereiches und der Marke Feynsinn und damit einhergehend Ergänzung des Leistungsportfolios um beratungsnahe Dienstleistungen für CAD / digitale Fabrik und Visualisierung / VR.
Mit Wirkung zum 30. April 2015 wurde das operative Geschäft der iSILOG GmbH, Baden-Baden erworben:195. Das Geschäftsfeld liegt im Bereich der Erbringung von Softwarelösungen und Dienstleistungen bezogen auf Produktions- und Logistiksysteme.
Die Edag-Gruppe erwarb zum 3. Juli 2017 insgesamt 100% der Geschäftsanteile der CKGP/PW Associates, Inc. mit Sitz in den USA. Das Zielunternehmen bietet Dienstleistungen in den Bereichen Fördertechnik-/Lackieranlagenplanung, Materialfluss- und Logistikplanung sowie Fertigungs- und Verfahrenstechnik an. Der Geschäfts- oder Firmenwert wurde vollständig dem Geschäftsbereich „Production Solutions“ zugeordnet:72. Neben Produktionslösungen für Kunden aus der Mobilitätsindustrie bietet das Unternehmen branchenunabhängige Erfahrung in allen fertigungsrelevanten Prozessen.

## Produkte / Dienstleistungen
Fachspezifische Leistungen (Auswahl): Simulation, Robotik, Automation, Konstruktion, Werkzeugbau, Energieeffizienzanalysen, Produktions-IT, Visualisierung (Virtual & Augmented Reality)
Fachübergreifende Leistungen (Auswahl): Entwicklungsbegleitende und produktionsnahe Dienstleistungen, Projektmanagement, Beratungsdienstleistungen, Produktionsplanung, Machbarkeitsanalysen, Qualitätsmanagement, Sicherheitstechnik, digitale Prozessabsicherung, virtuelle Inbetriebnahme, Anlagenengineering, Anlagenrealisierung, Vorrichtungstechnik, Produktionsoptimierung, Produktions-IT, Mechatronisches Engineering, Generalplanung, Arbeitnehmerüberlassung, Software-Schulungen
Beratungsnahe Dienstleistungen durch Feynsinn (Auswahl): Optimierung von Software- und IT-gestützten Abläufen und Methoden von der Produktentwicklung über Produktion bis hin zur virtuellen Produktdarstellung in Entwicklung und Marketing.

## Tochtergesellschaften und Standorte
Die Edag Production Solutions verfügt über knapp 30 Niederlassungen in zehn Ländern. Die meisten befinden sich in unmittelbarer Nähe zu großen Standorten der Partnerindustrien.
Auswahl von Standorten in Deutschland:
Böblingen, Eisenach, Fulda, Hannover, Heilbronn, Ingolstadt, Karlsruhe, München, Sindelfingen, Weingarten, Wiesbaden, Wolfsburg.
Auswahl von Standorten in Europa:
- Göteborg, Schweden
- Győr, Ungarn

Auswahl weiterer weltweiter Standorte:
- Sao Bernardo do Campo (Sao Paulo), Brasilien

- Shanghai, Volksrepublik China
- Neu-Delhi & Pune, Indien
- Aguascalientes & Puebla, Mexiko
- Troy, Detroit, USA

Wichtige hundertprozentige Tochtergesellschaften der Edag Product Solutions GmbH & Co. KG sind:
- Edag Production Solutions India Private Limited, Indien